# Marteria
Marteria (noto anche come Marsimoto), pseudonimo di Marten Laciny (Rostock, 4 dicembre 1982), è un rapper e cantante tedesco.

## Biografia
Marteria è entrato per la prima volta nella top ten della Deutsche Albumchart col quarto album in studio, dal titolo Zum Glück in die Zukunft e certificato oro dalla Bundesverband Musikindustrie. All'LP hanno fatto seguito Zum Glück in die Zukunft II (platino; 2014) e Roswell (2017), entrambi posizionatisi sul podio della classifica. È stato candidato per la prima volta per l'MTV Europe Music Award al miglior artista tedesco nell'edizione del 2014, e nuovamente nel 2017 e nel 2019.

## Discografia

### Album in studio
- 2006 – Halloziehnation
- 2007 – Base Ventura
- 2008 – Zu zweit allein
- 2010 – Zum Glück in die Zukunft
- 2012 – Grüner Samt
- 2014 – Zum Glück in die Zukunft II
- 2015 – Ring der Nebelungen
- 2017 – Roswell
- 2018 – Verde
- 2018 – 1982 (con Casper)
- 2021 – 5. Dimension
- 2024 – Keine Intelligenz

### Album dal vivo
- 2018 – Live im Ostseestadion

### Singoli
- 2012 – Lila Wolken (con Yasha e Miss Platnum)
- 2017 – Scotty beam mich hoch
- 2021 – Paradise Delay (con DJ Koze)
- 2021 – Marilyn (con Siriusmo)
- 2022 – Scheiss ossis
- 2022 – Niemand bringt Marten um (con Lambert)
- 2022 – Wendekind (con Finch e Silbermond)
- 2022 – Wald (con NobodysFace)
- 2023 – Der Mensch stammt von Waffen ab